# Charles Sobhraj
Hatchand Bhaonani Gurumukh Charles Sobhraj, dit Charles Sobhraj, et surnommé « Le Serpent », est un tueur en série français, né le 6 avril 1944 à Saïgon en Indochine (futur Vietnam). Dans les années 1970, il aurait assassiné une trentaine de personnes, essentiellement des touristes qui parcouraient l'Asie.
Il doit son surnom de « Serpent » au fait qu'il manipule ses victimes, échappe longtemps à la police et s'évade de prison à plusieurs reprises.
Le 17 février 1997, après 21 années de prison en Inde, il est libéré et retourne en France. Il est de nouveau arrêté au Népal en 2003 pour meurtre, puis emprisonné. Il est libéré en décembre 2022 pour raisons de santé et retourne à Paris.

## Biographie

### Débuts
Charles Sobhraj naît le 6 avril 1944 à Saïgon en Indochine d'une mère vietnamienne, Tran Loan Phung, et d'un père indien, Sobhraj Hatchard Bavani. Ses parents se séparent quand il a 3 ans. Alors que sa mère épouse un lieutenant français et s'installe avec lui à Marseille, où elle fonde une nouvelle famille, Charles reste avec son père au Vietnam. Malgré son jeune âge, il est autorisé à vagabonder dans les rues, son père ne s'occupant pas de lui. Quatre ans plus tard, sa mère, de retour à Saïgon, décide de le prendre à sa charge et le ramène en France.
Sobhraj obtient la nationalité française à cette époque (il était auparavant apatride). Sa mère l'élève à la dure[évasif]. Il devient délinquant. Il est alors placé dans un pensionnat. Au début des années 1960, il commence à commettre une série de vols et de larcins. À 19 ans, il est arrêté et écope de trois ans de prison pour divers vols. Libéré en 1967, il s'éprend d'une jeune Française, Chantal Compagnon, qu'il épouse quelque temps plus tard. Il travaille un moment dans un restaurant. Comme il a un certain goût pour le luxe, le salaire ne lui convient bientôt plus et il retombe vite dans la délinquance. Le vol d'une voiture le ramène en prison en 1970.
Libéré en 1970, il recommence les vols, mais craint de se faire arrêter de nouveau. Accompagné de sa femme, il quitte alors la France pour Bombay, en Inde, où il se met à la tête d'un réseau de vols de voitures. C'est également à cette époque qu'il commence à voler les touristes. Son modus operandi est toujours le même : d'abord, il se lie d'amitié avec eux, puis les drogue et les vole. Ses victimes favorites sont de jeunes hippies qui arpentent alors les routes de l'Asie, à la recherche de drogues ou d'une nouvelle spiritualité.
En 1971, il vole la bijouterie de l'hôtel gouvernemental Ashoka à New Delhi. Aidé d'un complice, il s'introduit dans la chambre de la danseuse américaine Gloria Mandelik, qui loge juste au-dessus de la bijouterie, et tente de percer un trou dans le plancher. Voyant qu'il ne réussit pas son coup de cette façon, il oblige Mandelik, qu’il tenait prisonnière, à faire venir un commis de la bijouterie qu'il force à lui remettre les bijoux. Les deux complices s'enfuient. À l'aéroport, voyant qu'ils vont être fouillés, ils prennent peur et se sauvent en laissant leurs bagages. Sobhraj est cependant capturé à Bombay et condamné pour vols de bijoux. Il parvient à s'évader de prison en droguant un gardien. Il est rattrapé et ramené, mais peut vite ressortir grâce à sa femme qui a trouvé assez d'argent pour payer la caution. 
Le couple quitte l'Inde et s'installe à Kaboul en Afghanistan, où Sobhraj recommence à voler les touristes. En 1973, sa femme et lui se retrouvent en prison parce qu'ils n'ont pas payé la note d'un hôtel. Sa femme purge sa peine, puis retourne en France pour se faire oublier, mais Sobhraj parvient de nouveau à s'évader.
En 1974, il est arrêté en Grèce pour vol de bijoux. Il s'évade de la prison de Korydallós, où il était incarcéré, puis retourne en Inde afin de se bâtir un nouveau réseau.

### Meurtres dits «Meurtres en bikini»
Au printemps 1975, à Srinagar, au Cachemire indien, il rencontre la Québécoise Marie-Andrée Leclerc en vacances et la persuade de venir le rejoindre en Thaïlande l'été suivant. Celle-ci, amoureuse et subjuguée, consent à se faire complice dans les escroqueries qu'il commet. Il s'adjoint également un autre acolyte nommé Ajay Chowdhury. Né à Bombay et âgé de 21 ans, portant constamment un couteau à cran d'arrêt sur lui, Chowdhury sera plus tard décrit comme son tueur à gages.
À partir de l'automne 1975, les crimes de Sobhraj et de son équipe prennent un tour beaucoup plus tragique. Le groupe emménage dans un appartement d'une maison nommée Kanith House, rue Saladaeng à Bangkok d'où ils partent à la recherche de touristes en quête de pierres précieuses. Sous différents pseudonymes (Alain Dubois, Alain Gautier, Roland Liser, Jacques-Pierre Marchand ou Charles Surder, par exemple), il se fait passer pour un vendeur de bijoux rares. Après avoir amadoué ses victimes, il les drogue en versant une substance quelconque dans leur breuvage et leur vole leur argent et leur passeport lorsqu'ils sont sans connaissance.
Le 5 septembre, Marie-Andrée Leclerc et lui rencontrent deux Australiens, Russell et Vera Lapthorne, à Hua Hin, à plus de 100 km au sud de Bangkok. Ils les droguent et les dépouillent de leurs biens. Lorsqu'ils se réveillent, ceux-ci portent plainte, mais l'enquête ne mène nulle part.
À la fin de septembre, le couple Sobhraj-Leclerc reçoit la visite d'un touriste français, Dominique Renelleau, qu'ils avaient rencontré peu de temps auparavant à Chiang Mai, au nord de la Thaïlande. Il tombe malade aussitôt arrivé à Kanith House. Le couple déclare qu'il s'agit d'une dysenterie et le soigne tout en lui subtilisant son passeport. Il restera à Kanith House jusqu'en décembre. Au début d'octobre, deux autres touristes français, Jean-Jacques Philippe et Yannick Mésy, emménagent dans l'appartement dans les mêmes circonstances. Eux aussi tombent malades et Sobhraj leur vole également leurs passeports.
Le 17 octobre 1975, Sobhraj et Leclerc se lient avec une jeune touriste américaine de 18 ans, Teresa Ann Knowlton, partie étudier le bouddhisme au Népal, et qui fait escale en Thaïlande. Quelques années plus tard, Sobhraj racontera ce qui s'est passé lors d'une interview avec le journaliste Richard Neville. Il a invité la jeune femme dans une boîte de nuit sur la plage de Pattaya et a mis un sédatif nommé Mogadon dans son café. Avec sa complice, il l'a ensuite transportée sur la plage, l'a revêtue d'un bikini à la place de sa robe, puis l'a étranglée. Il a déclaré, plus tard, qu'il n'aimait pas les drogués et qu'il était certain que sa victime était une vendeuse de drogues. Un pêcheur découvre le cadavre au bord de l'eau le lendemain matin. Les autorités croient d'abord qu'elle s'est noyée et l'enterrent sans plus attendre. Ce n'est que plusieurs mois plus tard qu'elles exhument le cadavre, l'autopsient et l'identifient.
Il s'agit de son premier meurtre connu. D'autres ne tardent pas. En novembre, un jeune Turc, Vitali Hakim, lui achète pour 1 600 dollars de pierres précieuses. Sobhraj lui propose de partir avec lui dans une autre ville pour d'autres achats. Son cadavre est découvert le 29 novembre sur le bord de la route menant à Pattaya. L'autopsie démontrera que le corps a été brûlé alors qu'il était encore vivant.
Le 7 décembre 1975, lors d'un voyage à Hong Kong, Sobhraj rencontre un couple néerlandais, Heinricus Bintanja et Cornelia Hemker, qui sont à la recherche de bijoux rares. Il les persuade de venir le retrouver à Bangkok. Le 11, ils arrivent à Kanith House. Le 16, leurs corps sont retrouvés dans un fossé sur le bord de la route. L'autopsie démontre qu'ils ont été battus avant d'être assassinés et brûlés.
Le 14 décembre, le corps de Stéphanie Anne-Marie Parry est retrouvé sur la plage de Pattaya. Elle était venue à Bangkok à la recherche de son ami Vitali Hakim. C'est à Kanith House qu'elle est vue vivante pour la dernière fois.
Le 18 décembre, Sobhraj, Leclerc et Chowdhury prennent la route du Népal en utilisant les passeports de Heinricus Bintanja, Cornelia Hemker et Vitali Hakim. À Katmandou, ils font la connaissance du Canadien Laurent Carrière et de son amie, l'Américaine Connie Jo Bronzich, à qui ils proposent de leur fournir des pierres précieuses. Carrière disparaît le 21 décembre et son amie le lendemain. Leurs corps sont retrouvés brûlés dans un champ aux environs de Katmandou quelque temps plus tard.
Le 23 décembre, Sobhraj retourne en Thaïlande avec ses deux complices. Pour brouiller les pistes, il s'est servi du passeport de Laurent Carrière. Lorsqu'ils arrivent à Kanith House, ils s'aperçoivent que les trois touristes français qu'ils hébergeaient ont disparu. Pendant leur absence, ils ont réussi à ouvrir le coffre-fort de Sobhraj et découvert 12 passeports volés, dont certains appartenaient à des personnes qu'ils savaient avoir été assassinées. Prenant peur, ils fuient.

### Traque
Le 26 décembre, le trio est de retour à Katmandou. L'enquête sur l'affaire Carrière-Bronzich a débuté et les soupçons se sont très vite portés sur eux. Ils sont arrêtés et placés en résidence surveillée à l'hôtel où ils sont installés. La négligence des gardiens leur permet de s'évader et ils parviennent plus tard à franchir la frontière indienne. La police népalaise croit alors avoir affaire à un certain Alain Gauthier.
Au début janvier 1976, Sobhraj, Leclerc et Chowdhury arrivent à Bénarès, où ils descendent dans un hôtel. Chowdhury partage sa chambre avec Allan Aren Avoni Jacob, un touriste israélien de 24 ans. Le lendemain, après le départ du trio, Jacob est retrouvé assassiné. On l'a délesté de son argent et de son passeport après l'avoir drogué à mort.
Le 9 janvier, ils récidivent dans le sud de l'Inde, non loin de Goa, où ils droguent 6 touristes français. Lorsque ceux-ci se réveillent, 36 heures plus tard, ils découvrent que leur argent, leurs passeports et leurs cartes de crédit ont disparu. Enfin, fin janvier, Sobhraj et Leclerc dépouillent un touriste américain à Hong Kong.
En février, le trio est de retour à Bangkok, où ils réussissent à se trouver un nouveau complice, Jean Dhuisme, un Français originaire d'Orléans.
Cependant, en Thaïlande, l'enquête sur les meurtres de l'automne 1975, que l'on a surnommés les « assassinats en bikini », a commencé à évoluer. Herman Knippenberg, secrétaire à l'ambassade des Pays-Bas, a commencé depuis quelques semaines à enquêter sur les disparitions de Heinricus Bintanja et de Cornelia Hemker. Après avoir interrogé certains témoins, il parvient à découvrir que Kanith House où habite un certain Alain Gauthier est le dernier lieu où a résidé le couple. Il parvient non sans mal à persuader la police thaïlandaise de perquisitionner l'appartement. Le 11 mars, les policiers font une rapide visite mais déclarent n'avoir rien trouvé de louche. Alertés, Sobhraj, Leclerc et Chowdhury quittent aussitôt le pays. Quelques jours plus tard, une perquisition plus approfondie permet de découvrir des passeports, des journaux intimes, des cartes de crédit et des livres ayant appartenu au couple néerlandais, à Vitali Hakim et à Teresa Knowlton.
Le trio parvient à franchir la frontière malaisienne. C'est là que Chowdhury disparaît. Plus personne ne le reverra jamais vivant et il est probable que seul Sobhraj sache ce qu'il est devenu. Après un court séjour en Malaisie, Sobhraj et Leclerc retournent en Inde, où Jean Dhuisme vient bientôt les rejoindre.
Le couple se tient tranquille pendant quelque temps. Au printemps 1976, Sobhraj fait entrer deux femmes dans son équipe. Il s'agit de Mary Ellen Eater, une Australienne de 22 ans, et de Barbara Sheryl Smith, une Britannique de 26 ans. Sobhraj les persuade de se joindre à eux pour droguer les touristes, les voler et partager les bénéfices. Le 2 juillet, le touriste choisi est Luc Salomon, un Français de 24 ans, originaire de Saint-Avold. Il ne résiste pas à la drogue. Son cadavre est retrouvé dans sa chambre de l'hôtel Ranjit à Bombay.
Le 5 juillet 1976, Sobhraj est à l'hôtel Vickram de New Delhi, où il fait la connaissance d'une vingtaine d’élèves ingénieurs de l’école nationale d'ingénieurs de Tarbes en voyage de fin d'études. Il se lie d'amitié avec eux et leur conseille de prendre des médicaments contre la dysenterie, qu'il leur distribue. La drogue agit trop rapidement et les touristes commencent à tomber les uns après les autres dans le hall de l'hôtel. Après une rapide enquête, Sobhraj, Leclerc, Eater, Smith et Dhuisme sont appréhendés,.

### Procès et prison
La police indienne s'aperçoit rapidement qu'elle a affaire à un escroc d'envergure internationale, d'autant plus que Eater et Smith avouent que le gang est impliqué dans le meurtre de Luc Salomon. En 1977, pendant que Sobhraj est en attente de son procès, le journaliste Richard Neville et sa compagne Julie Clarke, elle aussi journaliste, réussissent à obtenir de lui une première interview. Il avoue alors tous ses crimes commis à Bangkok avec beaucoup de détails sordides. Ces interviews sont monnayées et permettent à Sobhraj d'assurer son train de vie en prison. Quelques années plus tard, Richard Neville écrira The Life and Crimes of Charles Sobhraj, dans lequel il décrit tout le parcours du tueur depuis ses débuts.
Sobhraj transforme son procès en spectacle, renvoyant ses avocats, interpellant les témoins, puis commençant une grève de la faim. Il est condamné à 12 ans de prison, alors qu'il était passible de la peine de mort. Eater et Smith sont condamnées à deux ans de prison, alors que Dhuisme est innocenté faute de preuves. Sa principale complice, Marie-Andrée Leclerc, écope de six ans de prison. En 1983, très malade, elle est libérée et peut retourner chez elle au Québec. Elle meurt d'un cancer des ovaires en 1984.
Dans la prison de Tihar à New Delhi, Sobhraj soudoie tous les gardiens et mène la belle vie (télévision, téléphone, repas choisis, vins de luxe). Devenu célèbre, il accorde des interviews où il se donne le beau rôle et parle avec décontraction de ses meurtres,.
Cependant, il risque, à sa sortie de la prison indienne, d'être extradé vers la Thaïlande, où il encourt la peine de mort pour le meurtre d'une Américaine (Teresa Ann Knowlton). Le 13 mars 1986, pendant sa dixième année de captivité, il organise une grande fête dans la prison indienne, et s'évade après avoir offert à ses gardiens des sucreries aux somnifères. Puis il se laisse rattraper trois semaines plus tard, à Goa. Ainsi, comme il l’avait prévu, il écope de dix années de prison supplémentaires, grâce à quoi la demande d'extradition de la Thaïlande expire, le mettant à l'abri d'être jugé et exécuté là-bas.
Le 17 février 1997, après 21 années à Tihar, Sobhraj est libéré et retourne en France. Il s'installe dans le quartier chinois de Paris, engage l'avocat Jacques Vergès, et négocie financièrement toutes ses interviews (5 000 euros) et photographies. On parle même d'un contrat de 15 millions de francs offert pour un film inspiré de sa vie[réf. nécessaire]. Les familles de victimes et le diplomate Knippenberg ne parviennent pas à le faire extrader.
Mais en septembre 2003, Sobhraj commet une erreur : il se rend au Népal, en tant qu'assistant producteur pour une société parisienne, dans le cadre d'un documentaire pour la télévision. Reconnu par un journaliste dans les rues de Katmandou, il est arrêté par les autorités locales, qui le soupçonnent du double meurtre en 1975 d'une Américaine et d'un Canadien. En août 2004, il est condamné à la prison à perpétuité (20 ans maximum au Népal) pour le meurtre de l'Américaine Connie Jo Bronzich.
En 2010, il épouse en prison son interprète, la fille de son avocate, âgée de 20 ans, soit 44 ans plus jeune que lui,. Un de ses geôliers confie en 2021 à Paris Match : « C’est une légende ; il n’y a pas de preuve de leur union ». Toutefois, elle lui donne son sang en 2017 pour le sauver lors d'une opération à cœur ouvert. En septembre 2014, il est condamné pour un second meurtre, celui du touriste québécois Laurent Carrière.
En janvier 2021, Netflix et BBC One sortent une série s’inspirant des faits,. Avec Tahar Rahim dans le rôle de Charles Sobhraj, Le Serpent retrace le parcours de l'escroc assassin et la traque dont il a fait l'objet.

### Libération et retour en France
Le 21 décembre 2022, la plus haute juridiction du Népal ordonne sa libération pour des raisons de santé. Le 23 décembre 2022, il est libéré, et effectue son retour en France le lendemain.

## Liste des meurtres connus
9 meurtres sont imputés au Serpent, mais il est soupçonné d'avoir tué une trentaine de personnes.

### Meurtres dits «Meurtres en bikini»
- Teresa Ann Knowlton, Bangkok (Thaïlande), 1975.
- Vitali Hakim, Bangkok (Thaïlande), 1975.
- Stéphanie Anne-Marie Parry, Bangkok (Thaïlande), 1975.
- Heinricus Bintanja, Bangkok (Thaïlande), 1975.
- Cornelia Hemker, Bangkok (Thaïlande), 1975.

### Après la Thaïlande
- Laurent Carrière, Katmandou (Népal), 1975.
- Connie Jo Bronzich, Katmandou (Népal), 1975.
- Allan Aren Avoni Jacob, Bénarès (Inde), 1976.
- Jean-Luc Salomon, Bombay (Inde), 1976.

## Publication
- Charles Sobhraj (avec la collaboration de Jean-Charles Deniau), Moi, le Serpent, L'Archipel, 2023, 300 p. (ISBN 978-2809843163)

### Articles de presse
- « Des étudiants tarbais ont fait arrêter le tueur de Katmandou », La Dépêche,‎ 20 juillet 1976 (lire en ligne)
- « Après vingt ans de prison en Inde, le Français sera libéré sans avoir répondu de tous ses crimes. La dernière évasion du "serpent". Don juan assassin, Charles Sobhraj manipulait victimes et justice », François Musseau, 14 février 1997, Libération.
- « Charles Sobhraj libéré puis arrêté », 18 février 1997, Libération.
- « Charles Sobhraj, dit le Serpent, retenu en Inde », 25 février 1997, Libération.
- « Sobhraj "le serpent" débarque à Paris. L'Inde se débarrasse du Français soupçonné de nombreux crimes », François Musseau, 8 avril 1997, Libération.
- « Le Serpent arrêté au Népal », 20 septembre 2003, Le Parisien.
- « Le chemin du "serpent" s'arrête à Katmandou », Pierre Prakash, 20 septembre 2003, Libération.
- « Le Serpent condamné à la perpétuité », Jean-Pierre Maire, 13 août 2004, Le Parisien.
- « La justice népalaise confirme la peine de prison infligée à Charles Sobhraj », Piotr, 5 août 2005, Le Monde.
- « Népal: le tueur français Charles Sobhraj a comparu en appel », 18 août 2008, Le Parisien.
- « Népal: prochainement, une décision sur un appel du "Bikini killer" », 18 juillet 2010, Aujourd'hui le Maroc.
- « Charles Sobhraj, le serial killer français qui a ensanglanté le sous-continent indien », Bérénice Dubuc, 28 juillet 2010, 20 minutes.
- « Népal: la cour suprême confirme la condamnation à perpétuité de Charles Sobhraj », 30 juillet 2010, Aufait.
- « La justice népalaise rejette l'appel d'un condamné français pour meurtre », 30 juillet 2010, Le Monde.
- « L’appel du Français condamné à perpétuité rejeté », 31 juillet 2010, Le Dauphiné libéré.
- « Népal: condamnation à perpétuité pour "Le serpent" », 3 août 2010, Aujourd'hui le Maroc.

### Filmographie
- Sobhraj, or How to Be Friends with a Serial Killer (2004), documentaire de Jan Wellmann et Anil Goel.
- Le Serpent, série télévisée en huit épisodes co-réalisée par Hans Herbots et Tom Shankland (BBC/Netflix).

### Documentaires télévisés
- « El serpiente », 11e épisode de la 1re saison d'Interpol (en) sur National Geographic Channel.
- « Tueur en série ? L'histoire vraie du Serpent », documentaire en 3 parties, diffusé sur BFM TV le 10 juillet 2023.

### Émissions radiophoniques
- « Charles Sobhraj, un tueur magnétique », le 27 avril 2010 dans Café crimes de Jacques Pradel sur Europe 1.
- « Charles Sobhraj, le Serpent », le 6 octobre 2014 dans L'Heure du crime de Jacques Pradel sur RTL.
- « L'histoire de Charles Sobhraj, dit "le Serpent" », le 17 octobre 2017 dans L'Heure du crime de Jacques Pradel sur RTL.